# Launstroff
Launstroff là một xã trong vùng Grand Est, thuộc tỉnh Moselle, quận Thionville-Est, tổng Sierck-les-Bains. Tọa độ địa lý của xã là 49° 26' vĩ độ bắc, 06° 29' kinh độ đông. Launstroff nằm trên độ cao trung bình là 350 mét trên mực nước biển, có điểm thấp nhất là 285 mét và điểm cao nhất là 407 mét. Xã có diện tích 7,81 km², dân số vào thời điểm 1999 là 224 người; mật độ dân số là 28 người/km². Lanstroff nằm khoảng 25 km về phía đông của Thionville cạnh biên giới với Đức, thuộc Pháp từ năm 1661.

## Thông tin nhân khẩu
| 1962 | 1968 | 1975 | 1982 | 1990 | 1999 |
| ---- | ---- | ---- | ---- | ---- | ---- |
| 200  | 244  | 208  | 177  | 198  | 224  |